# Cuộc vây hãm Sélestat
Trận vây hãm Sélestat là một cuộc vây hãm tại Pháp, diễn ra từ ngày 20 cho đến ngày 24 tháng 10 năm 1870 trong cuộc Chiến tranh Pháp-Phổ. Trong trận bao vây này, dưới sự chỉ huy của De Reinach de Foussemagne, pháo đài Sélestat của Pháp ở Alsace đã thực hiện cuộc kháng cự nhỏ trước quân đội Đức thuộc Sư đoàn Trừ bị số 4 do tướng Hermann von Schmeling chỉ huy (gồm thâu các lực lượng thuộc Vương quốc Phổ, Vương quốc Bayern và Đại Công quốc Baden). Sau một cuộc pháo kích mạnh mẽ của quân Đức, cuộc bao vây đã kết thúc với việc quân đội Pháp tại Sélestat đầu hàng quân đội Đức, mà chủ yếu là do đồn binh Pháp bị nhụt chí. Trong khi họ chỉ bị thiệt hại nhẹ, thắng lợi này đã mang lại cho người Đức không ít chiến lợi phẩm. Sự thất thủ của Sélestat (trước Metz vài ngày), cùng với Soissons, Verdun, Neu Breisach,... là một phần của hàng loạt chiến thắng của các lực lượng Đức chỉ trong vòng vài tuần trong cuộc chiến tranh.
Thắng lợi của quân đội Đức trong cuộc vây hãm Strasbourg đã tạo điều kiện cho họ tiến chiếm các pháo đài như Sélestat, Neu-Breisach, Mortier, Belfort cũng như là vùng Hạ Alsace. Nhiệm vụ đánh chiếm Sélestat và Neu-Breisach đã được giao cho Sư đoàn Trừ bị số 4 mới được thành lập dưới quyền chỉ huy của tướng Von Schmeling, và ngay từ ngày 9 tháng 10 năm 1870, hai pháo đài này đã bị phong tỏa. Tại Sélestat, quân đội Pháp có một đạo quân trú phòng gồm phần lớn là lính Gardes Mobile. Do trong đêm ngày 7 tháng 10, pháo dã chiến của Đức đã không thể buộc quân Pháp tại Neu-Breisach đầu hàng, đồng thời Sélestat tạo điều kiện thuận lợi hơn cho người Đức thực hiện liên lạc trực tiếp với Strasbourg, Von Schmeling phải chú trọng đến cuộc vây hãm Sélestat. Sau khi người sĩ quan chỉ huy của pháo đài Sélestat khước từ lời đề nghị đầu hàng của quân Đức, quân đội Đức đã từng bước đem các vật liệt cần thiết cho cuộc vây hãm (chẳng hạn như súng đại bác) và tăng cường lực lượng vây hãm của mình. Tướng Von Schmeling đã quyết định tiến hành công pháo vào Sélestat, và cuộc pháo kích đã bắt đầu trong đêm ngày 19 tháng 10, và vào ngày 20 tháng 10, cuộc pháo kích của quân Đức diễn ra thuận lợi. Trong đêm ngày 21 tháng 10 năm 1870, khi lính Bộ binh đã tiến được khoảng 400 bước ở dốc thoai thoải trước pháo đài, quân đội Đức đã khởi công xây dựng đường hào ngang thứ nhất, nằm đối diện với cổng Colmar, và đặt vài chục khẩu đại bác ở phía sau. Trong khi cuộc kháng cự của đồn binh Pháp trong đêm không thể thu được chiến quả, sự nhanh chóng của những tiến trình như vậy đã thúc đẩy người Đức nhanh chóng đánh chiếm Sélestat.
Sau đó, vào ngày 22 tháng 10, một cuộc pháo chiến nảy lửa đã bùng nổ. Thị trấn bị hủy hoại ở một số chỗ và cuối cùng lực lượng Pháo binh Pháp bị đuối sức. Đêm hôm đó, các khẩu đội pháo của Đức vẫn tiếp tục cuộc công pháo của mình. Ngoài ra, các lực lượng Đức cũng tiến hành xây dựng một đường hào ngang thứ hai. Và, vào buổi sáng ngày 24 tháng 10, cờ trắng đã được cắm ở phía trên Sélestat. Trưa hôm đó, cuộc đầu hàng của Pháp được dàn xếp và viên sĩ quan chỉ huy năn nỉ người Đức tiến vào chiếm ngay thị trấn vốn đang trong tình trạng vô cùng hỗn loạn, tỷ như việc binh lính say rượu tham gia hôi của các công trình công cộng. Các tiểu đoàn Phổ đã ổn định lại tình hình thị trấn, và đạo quân đồn trú của Pháp đã trở thành tù binh của quân Phổ. Sau thắng lợi, Von Schmeling đã tiến vào thị trấn trong ngày hôm sau, giữa tiếng chuông nhà thờ. Ông cũng tiến hành mạnh mẽ cuộc vây hãm Breisach – pháo đài đã đầu hàng vào đầu tháng 11 năm 1870, trong khi ông để lại một trung đoàn chiếm Sélestat.